# فرينا (إليا)
فرينا (Βρίνα) هي مدينة في إليا في مقاطعة كينتريكي إلادا في اليونان.
يبلغ عدد سكانها حوالي 838 نسمة.